# San Julián de Basa
San Julián de Basa (en aragonés San Chulián de Basa o Sant Chulián de Basa) es una localidad española de la Provincia de Huesca perteneciente al municipio de Yebra de Basa, en la comarca del Alto Gállego.

## Historia
Está situado en el fondo del valle de Basa y formado por tres o cuatro barrios dispersados. Al final del siglo XV tenía 4 fuegos y a mediados del siglo XIX tenía 9, con 56 habitantes en total.
Es interesante la arquitectura popular, destacando casa Bertolo del siglo XVII, en ruinas, con su chimenea troncónica, casa Texedor donde destacan también su chimenea con el espantabrujas y la ventana conopial y casa Torre en la que destaca su portal.